# Telus Corporation
Telus Corporation — канадская телекоммуникационная компания, предоставляет услуги проводной и мобильной связи, а также охранные услуги и обработку данных.

## История
Telus Corporation происходит от двух региональных телефонных компаний Канады, провинций Альберта и Британская Колумбия. Alberta Government Telephones была создана в 1906 году из нескольких частных телефонных компаний Альберты; в 1990 году, в рамках подготовки к приватизации, она была переименована в Telus Communications. BC Tel была основана в 1904 году в Британской Колумбии, с 1955 года контрольный пакет её акций принадлежал американской GTE. В 1998 году произошло слияние BC Tel с Telus, образовавшее Telus Corporation, второго крупнейшего оператора связи в Канаде после Bell Canada.
В 2019 году было куплено канадское подразделение американской компании ADT Inc.; эта покупка добавила новое направление деятельности — охранная и противопожарная сигнализация и системы видеонаблюдения.
В 2008 году за 768 млн долларов была куплена компания Emergis (до 2004 года она была частью BCE Inc.). Она стала основой для развития подразделения услуг здравоохранения (хранение и обработка информации о пациентах, обслуживание счетов медицинского страхования, виртуальная медицинская помощь и др.). В 2022 году это подразделение было расширено покупкой компании LifeWorks, стоимость сделки составила 2,9 млрд долларов.

## Деятельность
По состоянию на 2022 год у компании было 9,7 млн абонентов мобильной связи, 2,41 млн пользователей интернета, 1,3 млн абонентов кабельного телевидения, 1,1 млн абонентов стационарной телефонии, 1,0 млн клиентов охранных услуг, компания хранила и обрабатывалась данные о 67,7 млн клиентов медицинского обслуживания и социального обеспечения.
Telus Corporation имеет значительное зарубежное присутствие, из 108,5 тыс. сотрудников на Канаду в 2022 году приходилось только 34,7 тыс. Компания ведёт деятельность в 30 странах, включая США, Индию, Филиппины, некоторые страны Латинской Америки и Европы; в основном это аутсорсинг бизнес-процессов, тестирования программного обеспечения и других форм аутсорсинга. На зарубежную деятельность приходится 17 % выручки.
Telus Corporation заняла 587-е место в списке крупнейших публичных компаний мира Forbes Global 2000 за 2023 год.

## Дочерние компании
Основные дочерние компании:
- Telus Communications Inc.[англ.] — услуги связи
  - Telus Mobility[англ.] — мобильная связь
- Telus International[англ.] — международная деятельность
- Telus Health[англ.] — обработка сведений о медицинском страховании
- Telus Agriculture & Consumer Goods — обработка данных в сферах агробизнеса и пищевой просышленности